# Selennjakh
Selennjakh (russisk: Селеннях, tr. Selennjakh; jakutisk: Силээннээх, tr. Sileenneekh) er en flod i Republikken Sakha i Rusland. Det er en venstre biflod til Indigirka.
Floden er 796 km lang og har et afvandingsareal på 30.800 km². Den har sit udspring i Khatjyrsøen i den nordvestlige del af Tsjerskij-højderyggen. Floden løber gennem Moma-Selennjakhskoj-lavningen og Abyjskaja-lavlandet. Middelvandføring ved udmundingen er 180 m³/s.